# Gyula Winkler
Gyula Winkler (maďarsky Winkler Gyula, rumunsky Iuliu Winkler; * 14. března 1964, Hunedoara) je sedmihradský elektroinženýr, ekonom a politik maďarské národnosti, bývalý ministr a od prosince roku 2007 poslanec Evropského parlamentu za stranu Demokratický svaz Maďarů v Rumunsku (RMDSZ) zasedající ve frakci Evropské lidové strany (EPP).

## Biografie
Narodil se v roce 1964 do maďarské rodiny ve městě Hunedoara (maďarsky Vajdahunyad) v tehdejší Rumunské lidové republice (RLR), o rok později přejmenová na Rumunskou socialistickou republiku (RSR). Absolvoval technickou univerzitu (Universitatea Politehnica Timișoara) v Temešváru.

### Politická kariéra
Od roku 1991 je členem Demokratického svazu Maďarů v Rumunsku (RMDSZ). Ode dne 29. prosince 2004 působil jako rumunský ministr bez portfeje pro obchodní záležitosti. V této funkci setrval až do 5. dubna 2007. Ode dne 7. září 2007 až do 1. prosince téhož roku vykonával funkci ministra informatiky a komunikací Rumunska.
V eurovolbách roku 2007 byl za RMDSZ poprvé zvolen poslancem Evropského parlamentu, přičemž v eurovolbách v letech 2009, 2014, 2019 a 2024 byl do této funkce opětovně zvolen. V Evropském parlamentu zasedá ve frakci Evropské lidové strany (EPP).

## Soukromý život
Je ženatý, má jedno dítě. S rodinou žije ve svém rodném městě Hunedoara. 
Vedle rodné maďarštiny hovoří také anglicky, francouzsky, německy a rumunsky.